# Christiana Mariana von Ziegler
Christiana Mariana von Ziegler (ur. 28 czerwca 1695 w Lipsku, zm. 1 maja 1760 we Frankurcie nad Odrą) – niemiecka poetka i pisarka; autorka tekstu 9 kantat, które Johann Sebastian Bach skomponował po Wielkanocy 1725.

## Życiorys
Przyszła na świat we wpływowej patrycjuszowskiej rodzinie Romanusów. Jej ojciec Franz Conrad Romanus był burmistrzem Lipska. W 1706, kiedy miała 11 lat, ojciec wplątał się w polityczną intrygę i sfałszował miejskie rachunki, co skutkowało skazaniem go na 40 lat więzienia. Fakt ten nie zepsuł reputacji rodziny, ale odcisnął na Christianie piętno.
W 1711, w wieku 16 lat, wyszła za Heinricha Levina von Könitza, który niebawem zmarł. W 1715 wyszła za kapitana Georga Friedricha von Zieglera. Krótkie małżeństwa zaowocowały dwojgiem dzieci, po jednym z każdego związku. Po śmierci dzieci i drugiego męża wróciła do domu rodzinnego, gdzie w wieku 27 lat przejęła zarząd gospodarstwa domowego. Dom, zwany Romanushaus, w 1727 stał się literackim i muzycznym salonem, pierwszym w Lipsku. Organizowała koncerty i odczyty. Prezentowała wiersze, które napisała. Śpiewała i akompaniowała, grając na instrumentach klawiszowych, lutni lub flecie poprzecznym.
W 1741 wyszła za mąż po raz trzeci. Po ślubie z prof. Balthasarem von Steinwehrim przeprowadziła się do Frankfurtu nad Odrą i zakończyła literacką karierę.

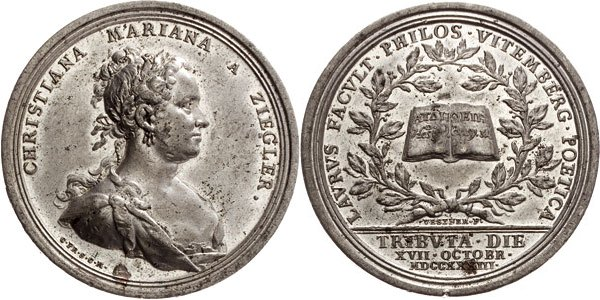
Medal z okazji nadania Christianie Marianie Ziegler tytułu "poeta laureata" przez Uniwersytet w Wittenberdze w 1733

## Twórczość

### Twórczość poetycka
Rozpoczęła karierę literacką po śmierci drugiego męża. Była aktywna w latach 1722–1741. Do tworzenia poezji namówił ją Johann Christoph Gottsched, który od 1724 bywał w jej salonie w Lipsku.
W 1728 Ziegler opublikowała swoją religijną i świecką poezję w tomie pt. Versuche in gebundener und ungebundener Schreibart. Tom zawiera też eseje w formie listów na różne tematy i świadczy o jej dowcipie i umiejętności satyry. 
W 1730 została pierwszą i jedyną kobietą członkinią Towarzystwa Literackiego założonego przez J.Ch. Gottscheda (Deutsche Gesellschaft), które zajmowało się badaniem oraz promocją języka i literatury niemieckiej.

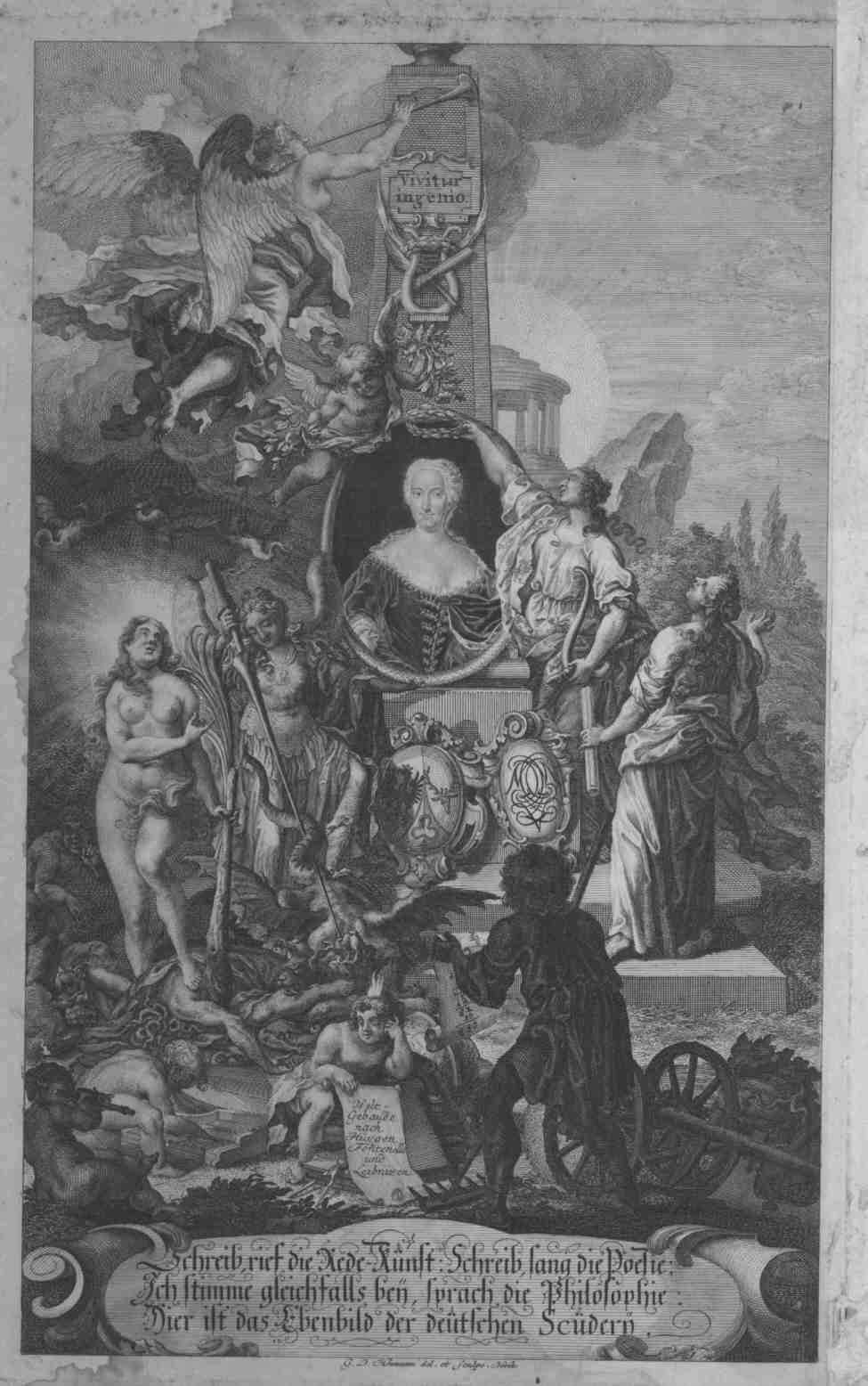
Miedzioryt autorstwa Georga Daniela Heumanna przedstawiający Christianę Marianę von Ziegler, przed 1759

W 1730 opublikowała Moralische und vermischte Sendschreiben.
W 1733 tytuł poeta laureata (poetki cesarskiej) nadał jej cesarz Prus. Uroczystość odbyła się 17 października na Uniwersytecie w Wittenberdze. Ten sam na Uniwersytecie w Getyndze otrzymała  5 lat później Sidonia Hedwig Zäunemann, która uważała Ziegler za swój poetycki wzór.
W 1732 i 1734 otrzymała od Niemieckiego Towarzystwa Literatury otrzymała nagrodę za poezję.
W latach 30. XVIII w. uchodziła za najbardziej znaną pisarkę tworzącą po niemiecku.
Jej prace po raz ostatni opublikowano w 1739 w tomie pt. Vermischte Schriften in gebundener und ungebundener Rede.
Podkreślała równość kobiet i mężczyzn w nauce i sztuce, zwłaszcza pisarek. Uważała, że kobiety powinny i mogły poświęcać poezji tyle samo czasu, co mężczyźni. Ze względu na to, że nie narzucono im akademickiego i dworskiego stylu, były bardziej naturalne i szczere niż poeci mężczyźni. Pisała o moralności, wychowaniu, małżeństwie czy edukacji kobiet. Walczyła o prawa kobiet.

### Współpraca z Bachem
W 1723 do Lipska przyjechał Johann Sebastian Bach, by objąć posadę dyrektora chóru męskiego Thomanerchor. Zapragnął skomponować kantaty dla chóru, by mógł wystąpić w kościołach w Lipsku. Istnieje niejasność, kto w pierwszych latach pobytu Bacha w Lipsku pisał libretta jego utworów. Niemniej w 1724 Bach poszukiwał osoby, która wesprze go, pisząc libretta, i prawdopodobnie wtedy poznał Ziegler. Dziewięć kantat Bacha, których teksty napisała Ziegler, to:
- Ihr werdet weinen und heulen, BWV 103, 22 kwietnia 1725
- Es ist euch gut, daß ich hingehe, BWV 108, 29 kwietnia 1725
- Bisher habt ihr nichts gebeten in meinem Namen, BWV 87, 6 maja 1725
- Auf Christi Himmelfahrt allein, BWV 128, 10 maja 1725
- Sie werden euch in den Bann tun, BWV 183, 13 maja 1725
- Wer mich liebet, der wird mein Wort halten, BWV 74, 20 maja 1725[9]
- Also hat Gott die Welt geliebt, BWV 68, 21 maja 1725
- Er rufet seinen Schafen mit Namen, BWV 175, 22 maja 1725
- Es ist ein trotzig und verzagt Ding, BWV 176, 27 maja 1725[5].

Czuła, że libretta kantat są za długie, dlatego zasugerowała, by je podzielić: pierwsza część miała być przedstawiana podczas uroczystości kościelnej, druga po niej. Innym pomysłem było użycie pierwszej części kantaty w jednym roku, a drugiej w kolejnym. Suferowała, by prezentować teksty podczas nabożeństw w kościele luterańskim. 
Nie zachowały się oryginały tekstów, dysponujemy tylko wydaniem kantat z 1728. Opublikowano je w tomie poezji pt. Versuche in gebundener und ungebundener Schreibart.
W 1729 opublikowała kolejne dwie części swojej kolekcji wierszy. Włączyła do wydania teksty kantat z 1725 i powiększyła zbiór, sugerując, by używać ich w liturgii przez cały rok. Liczyła, że Bach napisze do nich muzykę, ale tak się nie stało, bowiem w pewnym momencie kompozytor zrezygnował ze współpracy z nią i zwrócił się ku innym librecistom. 
John Eliot Gardiner sugerował, że Bach wykorzystał jej prace, by po poprawkach publikować jako własne. Wiemy też, że Bach użył słów poetki i zaadaptował do nich wcześniej skomponowaną muzykę (np. Er rufet seinen Schafen mit Namen).